# Chiesa di Santa Bonosa

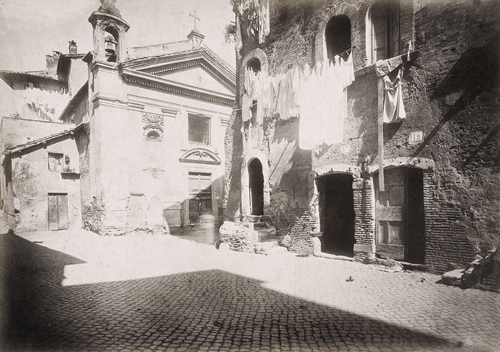
Vecchia fotografia della chiesa.

La chiesa di Santa Bonosa era una chiesa di Roma, nel rione Trastevere, che affacciava sulla piazza omonima. È stata demolita nel 1888 durante la costruzione dei muraglioni del Tevere e per far spazio a Piazza Sidney Sonnino.

## Storia
È annoverata fra le filiali di San Crisogono già nella bolla di Callisto II del 1121. Giovanni Battista de Rossi, dal rinvenimento di un'iscrizione cristiana votiva, inclinava a dedurre che un locus sanctus esistesse già nei secoli V o VI; l'Armellini vi ravvisò, sotto costruzioni dei secoli VII-IX, avanzi di una casa romana del secolo V. È menzionata anche col nome di Santa Venosa, e nei cataloghi dei secoli XV e XVI.
Così l'Armellini parla della chiesa:
È veramente l’antichità somma dell’edifizio risulta anche oggi dall’esame che ne ho fatto io stesso in occasione di alcuni recenti lavori per restaurarla. Ivi ho ravvisato costruzioni del secolo VIII o IX; e nell’angolo sinistro, sotto la scala che mena al palco dei cantori, sono state testé scolpite tracce di pitture di quella stessa epoca, rappresentanti teste giovanili di santi col capo nimbato. Anche nella parte destra della chiesa si accennava ad una stanza ricoperta di fino intonaco messo a colori e che io giudico del secolo V, la quale potrebbe essere l’avanzo d’una casa romana di quel secolo incorporata alla chiesa, forse quella medesima dei genitori di Bonosa.
Non si può deplorare abbastanza la distruzione avvenuta testé di questa piccola e monumentale chiesuola.»
(Armellini, op. cit., p. 684-685)